# فرودگاه بین‌المللی گاورنر فرنسیسکو گابریلی
فرودگاه بین‌المللی گاورنر فرنسیسکو گابریلی (به انگلیسی: Governor Francisco Gabrielli International Airport) (به زبان بومی: Aeropuerto Internacional de Mendoza "Francisco Gabrielli" - El Plumerillo) یک فرودگاه همگانی و نظامی مسافربری با کد یاتا MDZ است که یک باند فرود بتن دارد و طول باند آن ۲۷۸۹ متر است. این فرودگاه در کشور آرژانتین قرار دارد و در ارتفاع ۷۰۴ متری از سطح دریا واقع شده‌است.

## شرکت‌های هواپیمایی و مقصدهای پروازی
| شرکت‌های هواپیمایی                                   | مقصدهای پروازی |
| --------------------------------------------------- | --- |
| ارولینیاس آرژانتیناس                                | محله هوایی یورگ نوبری فصلی: هرکیلیو لوز |
| ارولینیاس آرژانتیناس اجرا توسط اوسترال لینئاس آئراس | محله هوایی یورگ نوبری، مینیسترو پیستارینی، اینگنیرو ارناوتیکو امبرسیو تاراولا آبشار ایگواسو, رسریو – ایسلس ملوینس، مارتین میگول داگومس فصلی: آستور پیاتزولا |
| آندس لینئاس آئرئاس                                  | محله هوایی یورگ نوبری |
| کوپا ایرلاینز                                       | توکومن (آغاز از ۱۶ نوامبر ۲۰۱۷) |
| گول ایر ترنسپورت                                    | سائو پائولو گوارولوس فصلی: ریو دوژانیرو گالیائو |
| لان ایرلاینز                                        | کومودورو ارتورو مرینو بنیتز |
| لان آرژانتین                                        | محله هوایی یورگ نوبری، خورخه چاوز |
| Latin American Wings                                | کومودورو ارتورو مرینو بنیتز |
| اسکای ایرلاین                                       | کومودورو ارتورو مرینو بنیتز |